# Лайнем (Канберра)
Лайнем (англ. Lyneham) — район в округе Северная Канберра города Канберра, столицы Австралии. Имя району официально присвоено в 1928 году, застройка началась с 1958 года. Почтовый индекс 2602. Население Лайнема по данным переписи 2006 года составляет 4 318 человек. В районе насчитывается 2 028 частных домовладений.

## Этимология названия
Район назван в часть сэра Уильяма Лайна, премьера австралийского штата Новый Южный Уэльс в 1899—1901 годах. Улицы Лайнема названы в честь художников и первостроителей Канберры.

## Население
По данным переписи 2006 года население Лайнема составляло 4 318 человек, включая 33 (0,8 %) австралийских аборигена и 2 834 (65,6 %) человека, рождённых в Австралии. Только 35,7 % домовладений являются отдельными домами (в сравнении с 74,8 % в среднем по Австралии), 36,7 % представляют собой таун-хаусы и дома на две семьи (9,2 % в среднем по Австралии), 27,6 % — квартиры в многоквартирных домах (14,2 % в среднем по Австралии). Лайнем популярен среди студентов и молодёжи: возрастная группа от 15 до 24 лет составляет 15,6 % населения района (13,6 % в среднем по Австралии). Доля детей до 15 лет в районе составляет 11,3 % (19,8 % в среднем по Австралии). 31,9 % домовладений района занимается одним несемейным жильцом (22,9 % в среднем по Австралии).

## Достопримечательности
Лайнем отличают наличие множества достопримечательностей, включая природные парки и леса, близость к центру Канберры, популярные кафе, самые известные из которых Тиллейс и Фронт, а также наличие ряда спортивных объектов, включая Национальный хоккейный центр, Канберрский ипподром и Нетбольный центр АСТ.
В Лайнеме также расположен Выставочный парк Канберры, где ежегодно проходит известный в Австралии автомобильный фестиваль Саммернатс, сельскохозяйственную выставку Королевское канберрское шоу и Национальный фольклорный фестиваль.
Униатская церковь святого Ниниана — вторая по возрасту в Канберре. Она была открыта в 1873 году шотландцами, многие из которых поселились на этих землях для занятия овцеводством.
Стиль застройки района менялся со временем. Традиционные отдельно стоящие дома старого типа чередуются здесь с современными домами и таунхаусами. Поскольку район начал застраиваться относительно давно (с 1958 года), его жители имеют возможность наслаждаться тенистыми улицами и садами со взрослыми деревьями.

## Образование
В Лайнеме расположены следующие школы: средняя школа Лайнем, начальная школа Лайнем и христианский колледж Бриндабелла.

## Северный Лайнем
Часть Лайнема к северу от шоссе Джинниндерра Драйв была застроена относительно недавно, в середине и конце 1980-х годов.
Через Северный Лайнем проходит его главная улица — Коссингтон Смит Кресент, от неё ответвляются другие улицы. Здесь имеется небольшой торговый центр с магазинами, ресторанами и несколькими офисами.
Северный Лайнем оканчивается лесом, который отделяет его от района Кэйлин. Пешеходные дорожки в этом лесу популярны среди жителей района. На восток и на юг отсюда открываются прекрасные виды на внутренние северные районы Канберры, а на запад – на Белконнен и хребет Бриндабелла.